# Argel Fucks
Argélico Fucks, detto Argel (Santa Rosa, 4 settembre 1974), è un allenatore di calcio ed ex calciatore brasiliano, di ruolo difensore.

## Carriera

### Club
Durante la sua carriera ha giocato in Brasile, Giappone, Portogallo e Spagna. Ha vinto vari titoli a livello nazionale e internazionale, specialmente in Portogallo..
Una parte della popolarità di Fucks è dovuta proprio al suo cognome, che è identico alla terza persona singolare del verbo inglese "fuck", dal significato volgare. Questo originò vari titoli a doppio senso in lingua inglese, tra cui "Fucks off to Benfica", pubblicato su Eurosport.com.

### Nazionale
Con la Nazionale di calcio del Brasile ha giocato e vinto il campionato del mondo Under-20 1993.

### Allenatore
Dopo essersi ritirato, ha iniziato la carriera di allenatore. Assunto dal Guaratinguetá l'8 febbraio 2008, venendo licenziato il 5 febbraio 2009. Tre giorni dopo è stato assunto dal Caxias, sostituendo Renê Weber.

## Palmarès

### Club

#### Competizioni statali
- Campionato Gaúcho: 2

Internacional: 1992, 1994
- Torneo Rio-San Paolo: 1

Palmeiras: 2000
- Copa dos Campeões: 1

Palmeiras: 2000

#### Competizioni nazionali
- Coppa del Brasile: 1

Internacional: 1992
- Campionato portoghese: 1

Porto: 1998-1999
- Supercoppa di Portogallo: 1

Porto: 1999, 2000
- Coppa del Portogallo: 2

Porto: 1999-2000
Benfica: 2003-2004

#### Competizioni internazionali
- Coppa CONMEBOL: 1

Santos: 1998

### Nazionale
- Campionato sudamericano Under-20: 1

1992
- Campionato mondiale Under-20: 1

Australia 1993

### Allenatore
- Campionato Catarinense: 1

Figueirense: 2015
- Campionato Gaucho: 1

Internacional: 2016
- Campionato Baiano: 1

Vitória: 2017

## Statistiche

### Cronologia presenze e reti in nazionale
| Cronologia completa delle presenze e delle reti in nazionale ― Brasile | Cronologia completa delle presenze e delle reti in nazionale ― Brasile | Cronologia completa delle presenze e delle reti in nazionale ― Brasile | Cronologia completa delle presenze e delle reti in nazionale ― Brasile | Cronologia completa delle presenze e delle reti in nazionale ― Brasile | Cronologia completa delle presenze e delle reti in nazionale ― Brasile | Cronologia completa delle presenze e delle reti in nazionale ― Brasile | Cronologia completa delle presenze e delle reti in nazionale ― Brasile |
| Data                                                                   | Città                                                                  | In casa                                                                | Risultato                                                              | Ospiti                                                                 | Competizione                                                           | Reti                                                                   | Note                                                                   |
| ---------------------------------------------------------------------- | ---------------------------------------------------------------------- | ---------------------------------------------------------------------- | ---------------------------------------------------------------------- | ---------------------------------------------------------------------- | ---------------------------------------------------------------------- | ---------------------------------------------------------------------- | ---------------------------------------------------------------------- |
| 29-3-1995                                                              | Goiânia                                                                | Brasile                                                                | 1 – 1                                                                  | Honduras                                                               | Amichevole                                                             | -                                                                      |                                                                        |
| Totale                                                                 |                                                                        | Presenze                                                               | 1                                                                      |                                                                        | Reti                                                                   | 0                                                                      |                                                                        |